# Cabaraya

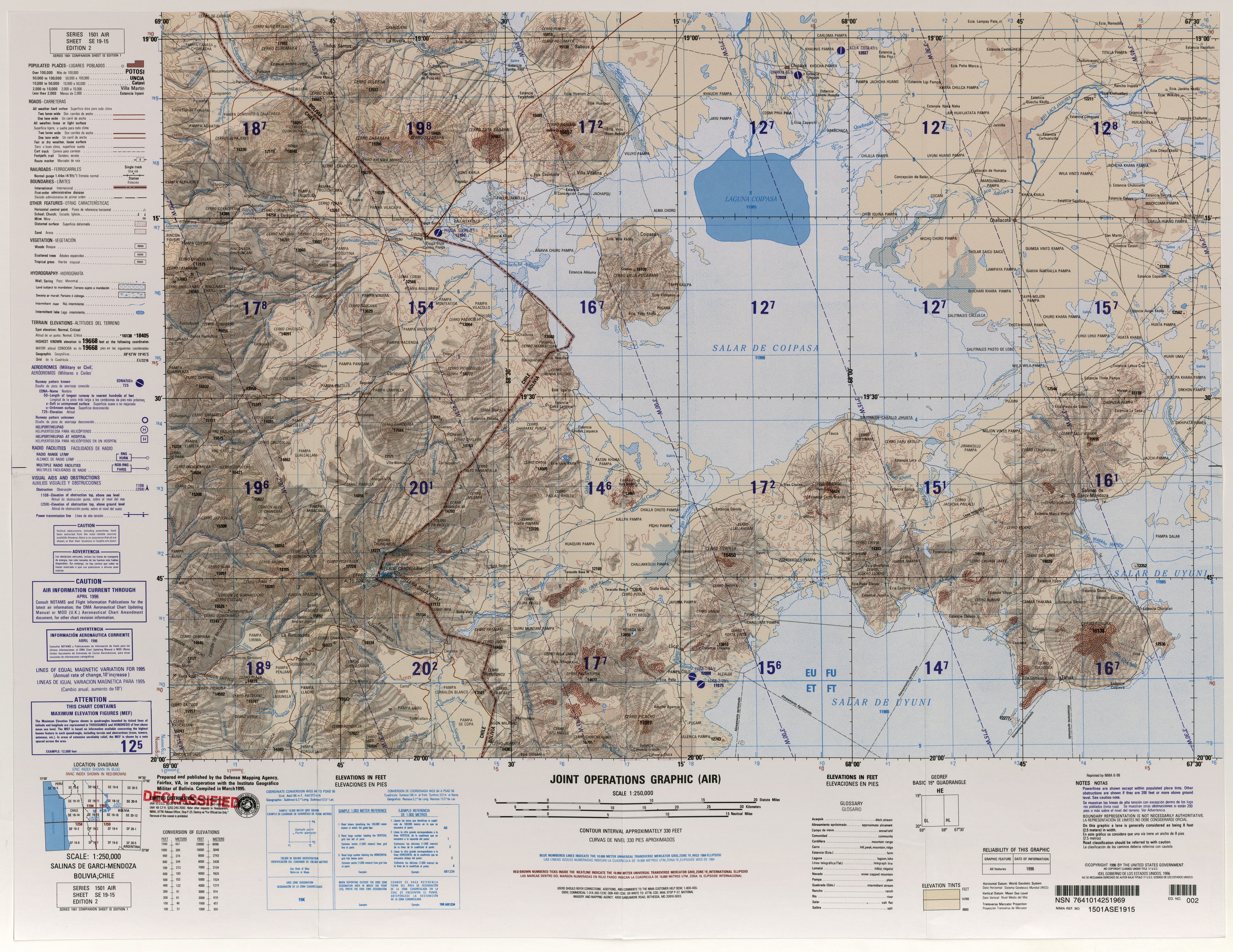
Karte der Region Sabaya mit Cabaraya

Der Cabaraya (auch: Cabaray oder Carabaya) (Quechua: Qhawaraya oder Q'arawaya) ist ein 5869 m hoher inaktiver Stratovulkan im Westen Boliviens nahe der Grenze zu Nordchile. Er liegt 30 Kilometer nordwestlich des Salzsee Salar de Coipasa im Gebirge Cordillera Occidental in den zentralen Anden.
Der Carabaya liegt zwischen dem Vulkan Isluga (5516 m) auf chilenischer Seite im Westen und dem Tata Sabaya (5385 m) im Osten im Municipio Sabaya in der Provinz Sabaya im Departamento Oruro.